# John Archibald
John Archibald (* 14. November 1990 in Edinburgh) ist ein ehemaliger schottischer Radsportler, der Rennen auf Bahn und Straße bestritt.

## Sportliche Laufbahn
2016 und 2017 wurde John Archibald schottischer Meister im Einzelzeitfahren, 2015, 2016 und 2017 im Mannschaftszeitfahren. 2016 belegte er bei der schottischen Straßenmeisterschaft Platz drei. 2017 gewann er das nationale Etappenrennen Tour of the North.
Ab 2018 fuhr Archibald für das Huub Wattbike Team auf der Bahn und wurde britischer Meister im Punktefahren. Bei den Commonwealth Games belegte er Rang zwei in der Einerverfolgung. Gemeinsam mit Daniel Bigham, Ashton Lambie und Jonathan Wale gewann er beim vierten Lauf des Bahnrad-Weltcups in London die Mannschaftsverfolgung. Zudem wurde er Vierter der britischen Meisterschaft im Einzelzeitfahren auf der Straße.
Anfang 2019 wurde John Archibald zweifacher britischer Meister, in der Einer- sowie in der Mannschaftsverfolgung (mit Daniel Bigham, Charlie Tanfield und Jonathan Wale). Bei der Qualifikation fuhr er eine Zeit von 4:09,584 Minuten, was die zweitschnellste jemals gefahrene Zeit in dieser Disziplin über 4000 Meter war. Er war damit zwar rund zwei Sekunden langsamer als der aktuelle Weltrekordhalter Ashton Lambie (4:07,251 Minuten), allerdings hatte Lambie diese Zeit bei den Panamerikameisterschaften im mexikanischen Aguascalientes aufgestellt, das über 1800 Meter hoch liegt, während Archibald seine Zeit in Manchester auf Meeresspiegelniveau fuhr.
Nachdem der Tour-de-France-Sieger von 2018, Geraint Thomas, seinen Start bei den UCI-Straßen-Weltmeisterschaften 2019 im September in Yorkshire abgesagt hatte, wurde Archibald an seiner statt für das Einzelzeitfahren und die Mixed-Staffel nominiert. Mit der Staffel errang er die Bronzemedaille. Bei den Commonwealth Games 2022 errang er Silber im Scratch.

## Diverses
John Archibald stammt aus einer radsportbegeisterten Familie. Sein Vater brachte ihn zum Radsport, seine Schwester ist Olympiasiegerin Katie Archibald. Mit dem regelmäßigen Fahrradfahren begann er 2012, als er mit dem Rad zur Arbeit fuhr; er arbeitete im familieneigenen Bettengeschäft in Milngavie, einem Vorort von Glasgow.

## Erfolge

### Bahn
2018
- Weltcup in London – Mannschaftsverfolgung (mit Daniel Bigham, Ashton Lambie und Jonathan Wale)
- Commonwealth Games – Einerverfolgung
- Britischer Meister – Punktefahren

2019
- Britischer Meister – Einerverfolgung, Mannschaftsverfolgung (mit Daniel Bigham, Charlie Tanfield und Jonathan Wale)

2020
- Britischer Meister – Einerverfolgung, Mannschaftsverfolgung (mit Daniel Bigham, William Perrett und Kyle Gordon)

2022
- Commonwealth Games – Scratch

### Straße
2019
- Weltmeisterschaft – Mixed-Staffel